# Чепіга Анатолій Володимирович
Анатолій Володимирович Чепіга (5 квітня 1979, с. Ніколаєвка Івановський район, Амурська область, РСФСР) — російський спецпризначенець, полковник ГРУ.
Учасник війни в Чечні, агресії проти України. За участь в агресії проти України отримав звання Героя Російської Федерації (2014).
Згідно з розслідуванням Bellingcat, у березні 2018 року брав участь у спецоперації з отруєння колишнього російського шпигуна Сергія Скрипаля у британському місті Солсбері. До Великої Британії прилетів під іменем Руслан Боширов.

## Життєпис
Народився 5 квітня 1979 в с. Ніколаєвка Івановського району Амурської області, неподалік російсько-китайського кордону.
Випускник ДВОКУ 2001 року.

### Російська агресія проти України
У грудні 2014 року Путін присвоїв Анатолію Чепізі звання Героя Російської Федерації. Місцевий філіал ДТСААФ так про це повідомив на своєму сайті у 2017 році:

Героєм можна стати і в наш, здавалося б, мирний час. […] А в грудні 2014 року полковнику Чепізі А. В. за виконання миротворчої місії присвоєно звання Героя Російської Федерації.
Оригінальний текст (рос.)
Героем можно стать и в наше, казалось бы, мирное время. [...] А в декабре 2014 года полковнику Чепиге А.В. за выполнение миротворческой миссии присвоено звание Героя Российской Федерации.

У розслідуванні Bellingcat вказується, що сайт ДВОКУ містить перелік його випускників-героїв Росії та СРСР, із подробицями та обставинами, за які було вручено нагороду. Там зазначений і Анатолій Чепіга, поруч із Олександром Поповим, проте пояснення щодо причин їх нагороди відсутні. За припущенням Bellingcat, Чепіга дістав нагороду саме за бойові дії в Україні, оскільки це був єдиний на той час регіон, де у 2014 році Росія таємно проводила військові операції. Bellingcat також зауважили, що у жовтні 2014 року підрозділи 14-ї бригади спецпризначення, де служив Чепіга, були ідентифіковані неподалік кордону з Україною.
Згідно з коментарем неназваного колишнього товариша по службі, випускника ДВОКУ, у розслідуванні Ірека Муртазіна з російського видання «Новая газета», Чепіга отримав нагороду за російську операцію в Криму, де він ще у чині підполковника командував зведеним загоном спецпризначення.
За даними російського журналіста Сергія Канєва, одного з учасників розслідування, Чепіга дістав нагороду за операцію з евакуації Януковича у лютому 2014 року з України. Сам Канєв, журналіст рос. «Центра управления расследованиями», 29 вересня 2018 року виїхав з Росії до однієї з балтійських країн, пояснивши це загрозою відкриття кримінальної справи щодо нього російською владою.
6 вересня 2018 року центр «Миротворець» вніс Анатолія Чепігу до своєї бази.

### Отруєння Скрипаля

#### Ідентифікація від Bellingcat
2 жовтня 2018 року Bellingcat опублікували нові дані щодо Чепіги. На фотографіях відвідувачів у холі ДВОКУ, датованих липнем 2017 року, було виявлено фото Анатолія Чепіги достатньо високої якості на дошці пошани училища. Це стало черговим аргументом щодо того, що Боширов і Чепіга — одна особа. За даними російського блогера Варламова, ці фото оригінально були виявлені користувачами анонімної іміджборди «Двач».

## Нагороди
- Герой Російської Федерації (2014)[3][16][4]